# Hartbert van Bierum

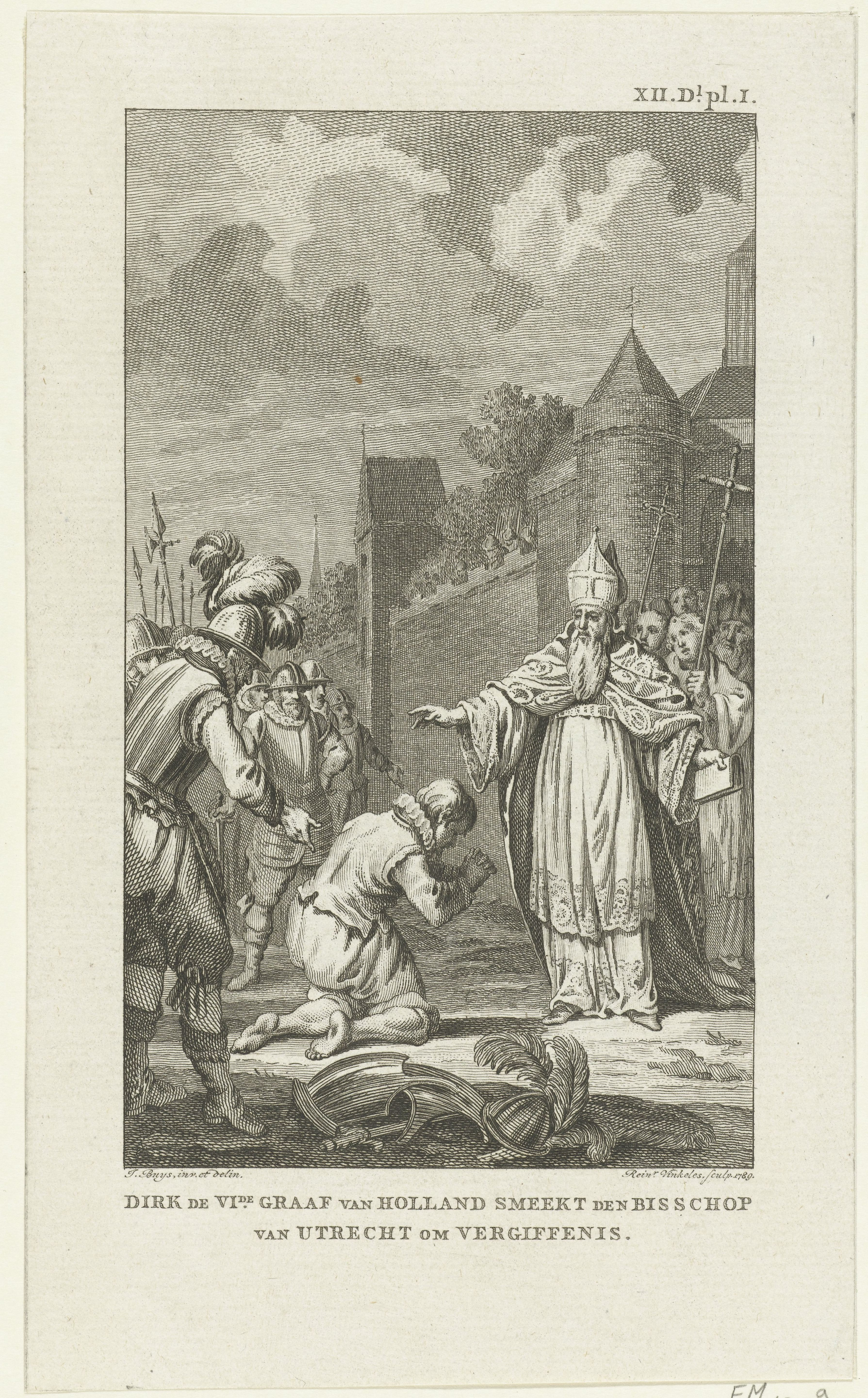
Dirk VI van Holland smeekt Hartbert van Bierum om vergiffenis (Reinier Vinkeles)

Hartbert van Bierum (gestorven op 12 november 1150) was bisschop van Utrecht van 1139 tot 1150.
Hartbert was domproost van Utrecht tot hij op 24 juli 1139 tot bisschop werd gewijd. Tijdens zijn bewind ontstond een opstand in de stad Groningen. Nadat de bisschop deze opstand had neergeslagen, maakten de bisschop en de stad een afspraak geen stenen omwalling rondom de stad aan te leggen - een afspraak waar de Groningers zich niet lang aan hielden. 
Volgens de Quedam narracio was Hartbert afkomstig uit Berum, vermoedelijk wordt hiermee Sexbierum bedoeld. Volgens dezelfde bron gaf de bisschop de oudste van zijn twee broers, Ludolf, de prefectuur van de stad in leen, en de jongere, Leffart, kreeg het kasteel Coevorden in het zuidoosten van Drenthe en daarmee de controle over de enige weg door het Bourtangermoeras van Drenthe naar Duitsland. Door deze familiepolitiek werd de kiem gelegd voor het latere verlies van Drenthe voor het prinsbisdom Utrecht.
Blijkens de Annales Rodenses had Hartbert, voordat hij priester werd, een zoon verwekt die Gozewijn (Gozwinus) heette. Deze trad in 1136 in als augustijner koorheer in de abdij Rolduc. Bij die gelegenheid schonk hij aan het klooster een hof te Schalkwijk. Gozewijn ging op kruistocht en uit een "Urkunde von Niederrhein" van Lacomblet; waar hij zijn bezit voorafgaand aan deze kruistocht verkoopt, blijkt dat hij afkomstig was uit Boxtel van de familie Van Randerath (uit het geslacht Van Sponheim dat afstamde van Immo II van de Betuwe).
- Gemeinsame Normdatei: 137326009
- Virtual International Authority File: 81532163